# Holden Hernández Carmenates
Holden Hernández Carmenates (Güines, Cuba, 10 d'agost de 1984) és un jugador d'escacs cubà que té el títol de Gran Mestre Internacional. Des del 2013 va passar a representar internacionalment els Estats Units.
A la llista d'Elo de la FIDE de l'octubre de 2020, hi tenia un Elo de 2471 punts, cosa que en feia el jugador número 46 (en actiu) dels Estats Units. El seu màxim Elo va ser de 2590 punts, a la llista de gener del 2008.

## Resultats destacats en competició
El 2001 va empatar al primer lloc a l'Havana, juntament amb Yuniesky Quezada i Yuri González.
El 2005, va guanyar el torneig de Marín i va guanyar el torneig Memorial Carlos Torre Repetto obert empatat amb Vladimir Petkov. El 2006, va guanyar el torneig de Ferrol i el d'Alcalá de Henares, empatat amb Frank de la Paz Perdomo i Julian Radulski. El 2007, va guanyar el torneig de Santiago de Cuba i el d'Alcalá de Henares. També el 2007 fou quart a Madrid (Torneig de Mestres de la Federació Madrilenya, el campió fou Renier Vázquez Igarza)
El 2008, va guanyar el torneig Memorial Guillermo García González a Santa Clara, empatat amb Jesús Nogueiras Santiago. El mateix any va participar al Magistral d'escacs Ciutat de Barcelona, on hi fou vuitè (el campió fou Aleksei Dréiev).
El 2015 compartí el primer lloc al Spring Break UTB amb 6 punts de 9, amb Guillermo Vázquez.

### Competicions per equips
Holden Hernández ha representat Cuba en dues Olimpíades d'escacs, els anys 2008 i 2010, i en un Campionat Panamericà d'escacs per equips el 2009, a Mendes, on hi va aconseguir la medalla d'argent per equips.